# Гомосексуальность в Древней Греции
Во времена классической Античности такие авторы, как Геродот, Платон, Ксенофонт, Афиней и другие исследовали аспекты гомосексуального поведения в Древней Греции.
Наиболее распространённой и социально значимой формой однополых сексуальных отношений в Древней Греции были отношения между взрослыми мужчинами и мальчиками подросткового возраста, известными как педерастия (браки в Древней Греции между мужчинами и женщинами также были неравными по возрасту, а мужчины в возрасте тридцати лет обычно брали в жёны девочек раннего подросткового возраста). В этих отношениях сексуальные связи между взрослым мужчиной и мальчиком, достигшим половой зрелости, по мнению современных авторов, были широко распространены, но обычно сопровождались заботой старшего о развитии и воспитании юноши. Если эти отношения ограничивались только сексом, они не одобрялись, а гомосексуальные контакты между взрослыми мужчинами и мальчиками, не достигшими половой зрелости, были запрещены.
Хотя сексуальные отношения между взрослыми мужчинами действительно имели распространение, некоторые города-государства разрешали такие отношения, в то время как другие относились к ним неоднозначно или запрещали их. Не совсем ясно, как такие отношения между женщинами рассматривались в обществе в целом, но примеры существуют ещё со времён Сапфо (VII—VI вв. до н. э.).
Древние греки не воспринимали сексуальную ориентацию в качестве социального идентификатора, как это принято в современных западных обществах. Греческое общество не различало сексуальное желание или поведение по признаку пола участников, а скорее по роли, которую каждый участник играл в половом акте (проникновении), активной или пассивной. Эта поляризация соответствовала доминирующим и подчинённым социальным ролям: активная (проникающая) роль была связана с маскулинностью, высшим социальным статусом и взрослой жизнью, тогда как пассивная роль была связана с женственностью, более низким социальным статусом и молодёжью.

## Историография
До XX века история однополой любви в основном была известна по Античности. Однако это тема долгое время подвергалась в науке строгой цензуре и выхолащиванию. Даже «отец археологии» и исследователь Античности немецкий искусствовед Иоганн Иоахим Винкельман (1717—1768), сам будучи гомосексуалом, в своей монументальной работе «История искусства древности» (1764) пользовался эвфемизмами. А книга швейцарского модельера Генриха Хессли (1784—1864), в которой тот доказывал телесный характер «мужской любви» у древних греков, была сразу же запрещена. Один из самых влиятельных немецких филологов-классиков Ульрих фон Виламовиц-Меллендорф (1848—1931) часто упоминал данную тему в своих трудах, однако неизменно подчёркивал якобы духовный и созерцательный характер этих отношений.
В XX веке ситуация начала изменяться. Большую популярность получили работы немецкого филолога-классика Пауля Бранда (1875—1930), который под псевдонимом «Ганс Лихт» опубликовал ряд книг: «Сапфо» (1905), «Гомоэротизм в греческой литературе» (1921), «Моральная история Греции» (1925). В 1907 году немецкий филолог Эрих Бете (1863—1940) также опубликовал статью на данную тему. Французский историк Анри-Ирене Марру (1904—1977) в книге «История воспитания в классической древности» (1948) рассмотрел античные однополые отношения как институт социализации.
Важнейшими трудами в исследовании этой темы стали книги британского историка Кеннета Довера (1920—2010) «Греческая гомосексуальность» (1978) и французского историка и философа Мишеля Фуко (1926—1984) «История сексуальности» (1976, 1984). После этого было издано огромное количество работ, посвященное различным аспектам однополых отношений в Древней Греции.

## Религия, философия, общественная мораль

### В греческой мифологии
| |
| Краснофигурный килик «Зевс и Ганимед». Художник Пенфесилея. Ок. 470 г. до н. э.. Археологический музей Феррара. |

Тема однополой любви богато отображена в древнегреческой мифологии. Таких преданий насчитывается более пятидесяти.
Согласно греческим мифам однополые отношения имели практически все боги Олимпа (за исключением бога войны Ареса и бога загробного мира Аида). Одна из самых известных легенд повествует о похищении Зевсом прекрасного троянского принца Ганимеда. Для этого Бог-громовержец послал за юношей своего орла (или сам им обернулся). Вознесённый птицей на Олимп Ганимед приобрёл бессмертие и стал виночерпием богов. В классический период, начиная с VI века до н. э., данный сюжет начал трактоваться греками как любовный. Другой миф повествует о связи морского бога Посейдона и сипилийского принца Пелопа. Благодаря подаренным повелителем океанов крылатым коням покинувший Олимп Пелоп смог стать царём Писы, выиграв состязание колесниц. Бог Гермес любил Персея, бог-кузнец Гефест — Пелея.
Отношения бога света Аполлона с молодыми людьми образуют целую группу мифов. Одна из легенд, возникшая не ранее VII—VI века до н. э., рассказывает о его любви к прекрасному спартанскому принцу Гиацинту. Аполлон случайно убил юношу во время игры в метание диска. По одной из версий мифа снаряд в голову Гиацинта направил ветром бог Зефир, также влюблённый в него и поэтому ревновавший. Из крови юноши вырос одноимённый цветок. Другой возлюбленный Аполлона, тевфранийский принц Кипарис, случайно убив своего питомца, златорогого оленя, впал в тоску и превратился в дерево скорби, названное его именем. Среди любовников бога света также назывались Форбант, Ипполит, Кинир, Орфей, Троил, Карней, Кларос, Бранх, Атимний, Адмет и т. д.. Хотя большинство этих мифов были записаны в эллинистический период, однако ряд учёных считает, что они берут своё начало в древней эпохе борьбы с матриархатом.
Бог виноделия Дионис любил юношу Ампела. Он превратил трагически погибшего возлюбленного в виноградную лозу, назвал её в его честь и изобрёл вино. Хотя этот миф был записан в период римского владычества, однако ряд учёных предполагают его более ранние корни.
| |
| Краснофигурный килик «Ахилл и Патрокл». (Ахилл — справа, Патрокл — слева) Вазописец Сосиас. 500 г. до н. э. Старый музей Берлина. |

Мифы о греческих героях также часто затрагивали тему однополых отношений. Среди них предание об Ахилле и Патрокле. У Гомера в «Илиаде» их верная дружба прямо не упомянута как любовные отношения. Однако, начиная примерно с VI века до н. э., в том числе с трагедий Эсхила, появляются такие описания. Более поздние греческие авторы спорили относительно этой темы, в частности их занимал вопрос взаимоотношений возлюбленных, поскольку Патрокл был старшим в паре, однако Ахилл был более статусным героем и роль «младшего» в отношениях его принижала. Та же проблема возникала и в мифе о любви Тесея и Пирифоя.
|                                                                                              |
| Краснофигурный лекиф «Амазонки». Вазописец Эретрии. Ок. 420 г. до н. э.. Метрополитен-музей. |

Греческий герой Геракл, согласно мифам, также влюблялся в мужчин, например, в сына поверженного им царя дриопов Гиласа. Этот юноша был спутником и оруженосцем Геракла в походе аргонавтов. Когда Гилас утонул в реке, Геракл сильно горевал по нему, эта трагедия неоднократно описывалась античными поэтами. Другим известным возлюбленным Геракла был его племянник Иолай, он стал боевым товарищем и колесничим героя до самой его смерти. В поздней античности они стали почитаться как покровители влюблённых. В Фивах даже был построен посвященный Иолаю храм, в котором влюблённые юноши давали друг другу клятвы.
Особое место в греческой мифологии занимает миф о прекрасном юноше Нарциссе. Гордясь собой, он отвергал влюблённых в него женщин и мужчин. За это боги наказали Нарцисса: однажды, увидев своё отражение в воде, он влюбился в него, не смог оторвать взгляда и вскоре умер от тоски. Также интересен миф о Гермафродите. В него влюбилась нимфа Салмакида, но он отверг её любовь. И тогда боги в ответ на мольбы девушки слили её с юношей в одно двуполое существо. Гермафродит упоминается как один из возлюбленных Диониса.
В отличие от любви между мужчинами любовь между женщинами в мифологии греков представлена очень редко. Известна легенда о спутнице богини охоты Артемиды Каллисто. Влюбившийся в неё Зевс обернулся в её госпожу и в таком виде разделил с ней ложе. Каллисто родила от Бога-громовержца сына. Ревнивая Гера в отместку превратила её в медведицу, а Зевс, спасая от гнева супруги, вознёс на небо в виде созвездия Большой Медведицы. По мнению некоторых историков легенды об амазонках имели лесбийский подтекст. Другой миф, записанный в «Метаморфозах» Овидия, повествует о критской девушке Ифис из Феста. Её отец хотел, чтобы родился мальчик, и пригрозил убить дочь. Когда родилась девочка, мать выдала её за мальчика и так растила. Когда Ифис исполнилось 13 лет, родители помолвили её с Ианфой. Ифис страстно полюбила свою невесту. Когда приблизилась свадьба, её мать взмолилась к богине Исиде. В итоге Ифис превратилась из девушки в юношу и брак с Ианф был заключён.

### Взгляды и обычаи общества, общественная мораль
По мнению некоторых современных исследователей, восприятие сексуальных практик в Древней Греции было основано не на противопоставлении гомосексуальной и гетеросексуальной активности, для греков, по их мнению, принципиальной является оппозиция между активностью и пассивностью, где активным субъектом является взрослый полноправный член гражданской общины, а в роли пассивного субъекта может выступать женщина, юноша или чужеземец.
В целом асимметричные (как по возрасту партнёров, так и по наличию влечения) отношения на протяжении всей истории Древней Греции заметно преобладали над симметричными, хотя отнюдь не исключали таковых. Так, наиболее распространённой и социально значимой формой однополых сексуальных отношений в Древней Греции были отношения между взрослыми мужчинами и мальчиками подросткового возраста. Возрастное неравенство проявлялось и в браках между мужчинами и женщинами, в которых обычно мужчины в возрасте тридцати лет брали в жёны девочек раннего подросткового возраста. Лишь с формированием в греческой философии понятия личности (на протяжении V—IV веков до н. э.) среди философов начинает обсуждаться проблема характера любовного влечения индивида.

### Философия

#### Классический период (V—IV века до н. э.)
Попытку объяснить появление «женоподобных» людей делал Парменид в поэме «О природе». Гиппократ объяснял это неправильным смешением начал при зачатии. Получает распространение требование воздержанности. Например, лечащий врач должен быть далёк «от любовных дел с женщинами и мужчинами».
Сократ отдавал должное гомоэротике, и нередко считается апологетом любви к юношам. В платоновском диалоге «Соперники» он признаётся, что его «всегда сражают своей красотой юноши» (по контексту, речь идёт о подростках-школьниках). В своем «Пире» Ксенофонт чрезвычайно хвалит одного из участников — Каллия — за то, что предмет любви Каллия — Автолик — «не утопающий в неге, не расслабленный ничегонеделанием, но всем показывающий силу, выносливость, мужество и самообладание». Притом в обоих диалогах Сократ отстаивает преимущество духовной любви к мальчикам перед телесной. Сам Сократ говорил, впрочем со своей обычной иронией, что он «полный неуч во всём, кроме разве одной совсем небольшой науки — науки любви. В этой же науке я заявляю себя более искусным, чем кто бы то ни было из людей — как прошлых времён, так и нынешних». О безуспешных попытках Алкивиада соблазнить Сократа рассказано в диалогах Платона «Пир» и «Алкивиад I», — причём сюжетное содержание не даёт оснований считать их исключительно художественным вымыслом.
«Воспоминания» Ксенофонта содержат рассказ о причинах конфликта Сократа с будущим тираном Афин и ставленником Спарты Критием. Последний был автором сочинения «О природе любви», где утверждал, что «прекраснейшая форма у мужских существ женственная». Согласно Ксенофонту, Сократ пытался отвратить Крития от страсти к некоему Евтидему, указывая, «как унизительно и недостойно свободнорождённому человеку, подобно нищему, выпрашивать милостыню у своего любимца, (…) моля и прося у него подарка, да ещё совсем нехорошего», но, видя безрезультатность своих увещеваний, в присутствии Сократа публично резко заявил, что у Крития «есть свинская наклонность: ему хочется тереться об Евтидема, как поросята трутся о камни».
Рассказывали, что Сократу приснился сон: с жертвенника Эроту в Академии взлетел птенец лебедя и уселся ему на колени, а затем оперился и устремился к небу. С этим лебедем Сократ сравнивал своего лучшего ученика — Платона.
В юности Платон был возлюбленным драматурга Агафона и сочинил драматическую тетралогию, но, встретившись с Сократом, сжёг трагедии и занялся философией. Знамениты любовные стихотворения Платона, обращённые к некоему Астеру («звезде»).
Диалоги Платона представляют яркие картины афинских нравов, когда постоянными темами светских бесед были ухаживания за местными красавцами и их соблазнение теми или иными способами. Любовь к юношам для Платона — не самоцель, а средство для восхождения к высотам теоретического познания. Платон создал яркий образ Эрота-тирана. Диалог «Пир», посвящённый любви — своего рода «золотое сечение» диалогов Платона. Вне зависимости от того, насколько Платон разделял мнения, вложенные им в уста своих персонажей, речи диалога отражают существовавшие в то время суждения.
В своём последнем произведении — «Законах» — Платон объявил, что если гетеросексуальные отношения «уделены нам от природы», то «соединение мужчины с мужчиной и женщины с женщиной противоестественно и возникло как дерзкая попытка людей, разнузданных в удовольствиях». Виновниками подобного «извращения природы» Платон считает обычаи, прежде всего спартанские и фиванские, а также гимнасии: «Точно так же гимнасии и сисситии во многом приносят пользу государствам ещё и поныне, однако в смысле междоусобий они вредны. Это явствует из поступков милетской, беотийской и фурийской молодёжи. К тому же, вероятно, эти учреждения извратили существующий не только у людей, но даже и у животных древний и сообразный с природой закон, касающийся любовных наслаждений. И в этом можно винить прежде всего ваши государства, а также и те из остальных государств, где более всего привились гимнасии.»
Аналогично относились к однополой любви киники. Диоген Синопский как-то растолкал спавшего на улице мальчика стихом: «Проснись — // Пику тебе, берегися, вонзят лежащему, сзади!».
В IV веке до н. э. диалоги «О любви» писали Симмий из Фив и Евклид из Мегар.
Аристотель в молодости написал несохранившиеся до ныне сочинения: «Пир», «О любви», «О прекрасном», «Положения о любви» в 4 книгах. Разнообразные аспекты отношений между любовниками Аристотель анализирует в своих этических трактатах. В «Никомаховой этике» Аристотель, рассматривая вопрос о чрезмерности наслаждения, говорит о вещах, доставляющих удовольствие по природе, и трёх видах удовольствия не по природе (в силу уродств, привычек или испорченности естества). Про любовные наслаждения с мужчинами он пишет следующее: «Ведь у одних это бывает от природы, у других — от привычки, как, например, у тех, кто с детства терпел насилие. Тех, у кого причиной [известного склада] является природа, никто, пожалуй, не назовёт невоздержным, как, например, женщин за то, что в половом соединении не они обладают, а ими, [как и невоздержным владеет влечение], соответственно обстоит дело и с теми, кто находится в болезненном состоянии из-за привычки». Видимо, впервые в науке Аристотель обратил внимание на примеры гомосексуального поведения у животных (у куропаток, перепелов, петухов, голубей): как самцов, так и самок.

#### Эллинистический период (III—I века до н. э.)
В этическом учении стоиков любовь к юношам относилась к сфере безразличного (для достижения высшего блага). Зенон Китийский утверждал: «Сходиться с мальчиками следует не больше и не меньше, чем с немальчиками, а с женщинами — так же, как с мужчинами». Впрочем, сам Зенон предпочитал юношей. По его мнению: «бог Эрот — это приуготовитель дружбы, свободы и даже единомыслия, но не чего-то иного».
Есть немало упоминаний о личной жизни академиков: Полемон был возлюбленным Ксенократа, Кратет — Полемона, Аркесилай — Крантора, Эсхин из Неаполя — Меланфия Родосского. Стоик Аристон Хиосский называл главу Академии Аркесилая «растлителем отроков, мужеложцем и наглецом». При этом Аркесилай негативно относился к «женоподобным». Когда один из них отстаивал философский тезис об отсутствии различия между большим и меньшим, Аркесилай вместо логической аргументации спросил у него: «И нутром ты не чувствуешь разницы между штукой в десять пальцев и в шесть пальцев?».
Трактаты «О любви» писали перипатетики Феофраст, Гераклид Понтийский, Деметрий Фалерский.
Эпикур признавал, что любовные наслаждения доставляют удовольствие, но выше ценил трезвое рассуждение. Известны его любовные письма к Пифоклу.
Феодор, прозванный Безбожником, полагал, что «любить мальчиков мудрец будет открыто и без всякой оглядки».
Диагор с Мелоса, известный как атеист, был влюблён в кулачного бойца Никодора из Мантинеи и составил для него законы Мантинеи.

#### Римский период (I—III века н. э.)
К началу нашей эры творчество Платона, включая его учение о любви, стало безусловной классикой и предметом разбора филологов.
Во II веке Артемидор Далдианский создал трактат о толковании снов, где разбирает и сновидения сексуального содержания. Вначале он рассматривает соединения по естеству, закону и обычаю. Если мужчина видит во сне, что им обладает другой мужчина, то это «к добру, если обладающий старше и богаче (потому что от таких людей обычно берут), и не к добру, если он моложе и беден (потому что таким обычно дают)». К противозаконным относится половой акт между отцом и сыном. Такой сон обычно неблагоприятен, но если сын находится в отлучке, то это предвещает скорую встречу с отцом. Видеть во сне оральный секс с другим человеком практически всегда неблагоприятно, кроме тех, кто зарабатывает на жизнь ртом (флейтистов, ораторов, софистов). К противоестественным относятся соединения между женщинами (обычно неблагоприятны), с покойниками (почти всегда неблагоприятно), с богами (означает смерть для больных, но выгоду, если сновидец испытал от сна наслаждение).
Мудрец-неопифагореец Аполлоний Тианский, согласно его биографу Филострату, осуждал «обабившихся красавчиков».
Поздние стоики переходят на позицию осуждения однополой любви. По словам Эпиктета: «Что теряет терпящий действия извращённого? Мужчину. А действующий? Много и другого, но и сам тоже ничуть не менее мужчину».
Для философов-скептиков различное отношение к мужеложству у разных народов служило аргументом против возможности познания истины.
Заметно изменилась и позиция платоников. Порфирий рассказывает, что «когда ритор Диофан стал читать апологию Алкивиада на Платоновом пиру, рассуждая, будто для научения добродетели следует отдаваться наставнику, ищущему любовного соития», философ Плотин был крайне возмущён и поручил Порфирию написать опровержение, что тот и сделал.
В трактатах Плотина многообразной эротической терминологии, восходящей ещё к ранней лирике, придан смысл вполне бесплотной «небесной» любви. По его словам: «те, кто в погоне за собственным благом любит страстно, часто убивают любимых, если они смертны»; «любимое здесь смертно и вредоносно, и любящие здесь — только идолы, и что они изменятся, ибо здесь не было того, что любится сущностно, не было нашего блага, не было того, что мы ищем. Истинный предмет нашей любви — Там, с Ним мы можем быть, любить Его, и, участвуя в Нём, сущностно обладать, не завёртывая Его во взятую извне плоть». Чувственный космос Плотин сравнивает с прекрасным юношей, созерцание которого должно помочь восхождению к Первоединому. О нём же Плотин говорит так: «Сила Всего есть цветок красоты, Красота, творящая красоту».

#### Ранневизантийский период (IV—VI века)
Философы-неоплатоники (Ямвлих и Юлиан) свободно использовали эротическую терминологию, но в жизни стремились к целомудрию.
Как истинный образец духовной любви представлена в 43 речи Григория Богослова дружба между ним и Василием Великим. Василий Кесарийский и вслед за ним Григорий Нисский, комментируя строки из Песни Песней 2, 5 «уязвлена есмь любовию аз», соединяют в своём толковании образные системы греческой и библейской мифологии. При описании Христа используются образы, типичные для мифологии Эрота: «душа, возвысившаяся божественными восхождениями, видит в себе сладкую стрелу любви, которою уязвлена, и уязвление обращает себе в похвалу, говоря; „уязвлена любовию аз“. Какая прекрасная язва! Какое сладостное поражение, с которым во внутренность проникает жизнь там, где пронзила стрела, отверзшая себе как бы некую дверь и вход! Ибо вместе и приняла в себя стрелу любви, и стрельба изменилась немедленно в брачное веселие. … Жених, и стрелец наш есть один и тот же, что чистая душа служит для Него и Невестою, и стрелою, и как стрелу направляет Он её к доброй цели, как невесту восприемлет в общение неистленной вечности».
Учение о любви и красоте является важной частью сложнейшей философской системы неоплатоника Прокла. По словам Прокла: «красота-в-себе оказывается для эйдосов хорегом соразмерности и единства, а также эротического совершенства. Душам она дарует прекрасное в них, а для тел, благодаря ей, сияет светоч, придающий им красоту, словно цветок, распускающийся во многих видах и во всей зримости представляющий логос материальных причин». Философ, укрывшийся за псевдонимом Дионисия Ареопагита, создал развёрнутую концепцию божественного Эроса, дав одному из имён христианского Бога неоплатоническую интерпретацию.

## Виды сексуальной активности
Изображения на керамике и упоминания в древнегреческой поэзии указывают на то, что в гомосексуальных парах предпочтительной формой сексуальной активности был межбедренный секс[уточнить]. Чтобы сохранить мужское достоинство и честь, пассивный партнёр ограничивал желания активного партнёра межбедренным коитусом[уточнить].

## Региональные отличия
Обычаи, характерные для одних регионов Древней Греции, античными авторами противопоставлялись другим областям Греции. Как говорится в «Пире» Платона: «В Элиде, например, и в Беотии, да и везде, где нет привычки к мудрёным речам, принято просто-напросто уступать поклонникам [букв. „существует установление радовать влюблённых“] … и никто там, ни старый, ни молодой, не усматривает ничего предосудительного в этом обычае; в Ионии же и во многих других местах, повсюду, где правят варвары, это считается предосудительным».
О региональных различиях писал и Ксенофонт: «Считаю нужным сказать и о любви к мальчикам, так как и это относится к воспитанию. У других эллинов бывает так: у одних, например у беотийцев, взрослый и мальчик живут в самой тесной связи; другие, например, элейцы, пользуются красотой за подарки; третьи [афиняне] положительно запрещают общение с мальчиками.»

Отрицательное отношение к педерастии было в Ионии. Наоборот, в эолийских и дорийских полисах педерастические отношения зачастую были инстуционализированы.
В некоторых греческих обществах (как, например, в Спарте, Фивах или на Крите) гомосексуальные связи были институционализированы: к примеру, в Спарте каждому подростку просто полагалось иметь «поклонника», который отвечал за его воспитание и штрафовался за его провинности. В других обществах, и прежде всего в классических Афинах, в отношении к таким связям существовало известное противоречие.
Иония
Сексуальные отношения с детьми сограждан (не рабами и не иностранцами) в ионийских полисах не приветствовались, так как считались «развратом», который лишает мальчика мужественности и бесчестит его. Это связано с распространённым на Древнем Востоке, да и почти во всём древнем мире, отношением к рецептивной роли как к «женской», а потому низшей и позорной для мужчины. Платон в своём диалоге «Пир» приписывал отрицательное отношение ионийцев к педерастии «варварскому» персидскому влиянию, а также «своекорыстию правителей и трусости подданных» (Платон позже в старости в «Законах» осуждал педерастию).
Крит
Древними критскими законами было установлено «сожительство мужчин с мужчинами». Причиной этого, по мнению Аристотеля, была необходимость контроля над рождаемостью.
На Крите также существовал обычай похищения мальчиков. В надписи с Крита, относящейся примерно к 700 году до н. э., зафиксировано личное имя Педофил.
Спарта (Лаконика)
Противоречивые сведения имеются о педерастии в Спарте. Все авторы согласны, что обычай позволял и даже предписывал старшим воинам брать себе в любовники мальчиков с 12 лет, причём влюблённый именовался «эйспнэл» — «вдохновитель» (ει̉σπνήλας, от ει̉σπνει̃ν — «вдыхать»), а предмет любви назывался «аит» (α̉ΐτας) — «слушатель».
При этом Плутарх, Элиан и ряд других авторов утверждают, что любовь к мальчикам носила в Спарте чисто платонический характер; вступать же с мальчиками в физическую связь считалось позором, «ибо такая страсть была телесной, а не духовной», и виновные подлежали изгнанию. По словам Цицерона, спартанские обычаи допускали объятия, поцелуи и даже взаимное спаньё, но при условии, что между любящим и любимым был положен плащ. Однако спартанские нравы известны лишь в описаниях, при том идеализированных, афинских авторов, которые имели собственные представления о должном и допустимом в педерастических отношениях и, в частности, неодобрительно относились к физическому акту (см. ниже). Современные учёные не доверяют утверждениям о платоническом характере спартанской педерастии, считая их плодом идеализации; по выражению современного комментатора, соответствующее утверждение Плутарха «находится в противоречии со многими фактами, сообщаемыми Плутархом и другими авторами». Наконец, столь осведомлённый автор, как Платон, в «Законах» дважды обвиняет спартанцев и критян, что они «извратили существующий не только у людей, но даже и у животных древний и сообразный с природой закон, касающийся любовных наслаждений».
Фивы (Беотия)
В Фивах педерастические связи также практиковались широко и открыто, культивируясь как в среде аристократических гетерий, так и, видимо, среди простонародья.
О том, что в Беотии гомосексуальные связи свободных мужчин практиковались открыто, свидетельствуют многие античные авторы, например, Платон в «Пире». По словам Платона, в Беотии принято, без дальних уговоров и уламываний, «просто-напросто уступать поклонникам». Рецептивная роль в сексе воспринималась до такой степени естественно, что это шокировало не только жителей Ионии, но и, например, афинян. Элиан отмечает, что со времён мифического царя Лаия «привязанность к красавцам фиванцы стали считать благом». Покровителем влюблённых считался Иолай, наперсник и любимец Геракла, и влюблённые пары давали клятву на его могиле.
О том, что в Фивах мужчины имеют обычай ставить своих любовников рядом с собой в бою, упоминает и Сократ в «Пире» Ксенофонта. Государственная институционализация этих связей достигла своего апогея в начале IV века до н. э. с созданием Священного отряда из 150 любовных пар, который, однако, был лишь преемником древнего аристократического Священного отряда, погибшего в 479 году до н. э. в битве при Платеях и с тех пор на протяжении столетия не возрождавшегося.
Афины (Аттика)
В Афинах отношение к педерастическим связям было двусмысленным. В теории чистая и возвышенная педерастическая любовь всемерно прославлялась, тем более, что с ней была связана одна из самых славных страниц в истории Афин — убийство тирана Гиппарха; педерастический разврат осуждался, а в ряде случаев и преследовался по закону. Практическая трудность состояла в проведении чёткой границы между первой и второй. К этой двойственности, очевидно, и восходит сократовско-платоновская идея о педерастии как высшей форме любви, однако, при этом, о нежелательности физического акта между любовниками.
Афинский законодатель Солон «издал закон, воспрещающий рабу натираться маслом для гимнастических упражнений и любить мальчиков», таким образом утверждая социальный престиж педерастии и тем, по выражению Плутарха, «некоторым образом призывая людей достойных к тому, от чего отстранял недостойных».

### Греческие колонии
Греческие колонии в большинстве случаев становились полностью независимыми от города-метрополии, но сохраняли тесные культурные связи с метрополией, наследовали обычаи и традиции городов-основателей. Колонии обычно копировали государственное устройство, религиозные праздники, традиции, календарь, во время религиозных праздников отправляли в метрополию ритуальные жертвы и дары.
После Лелантской войны Коринф, союзник эвбейской Халкиды, получил главенствующее положение в Западном Средиземноморье, а Северная Эгеида и Причерноморье вошли в сферу интересов ионийского Милета.
Великая Греция
Многочисленные колонии на территории южной части полуострова Италии и Сицилии (так называемая Великая Греция) были основаны выходцами из дорийских полисов, ахейцами и ионийцами. Со временем колонии влияние Милета и Ионии ослабло, после Лелантской войны колонии находились под влиянием полисов, известных распространённостью гомосексуального поведения (Коринф, Мегара и другие дорийские полисы). Попытки Афин и её ионийских союзников усилить своё присутствие в этом регионе потерпели неудачу (см. Пелопоннесская война, Сицилийская экспедиция), в Великой Греции доминировало влияние Спарты и Коринфа, позже доминирующей политической силой в регионе стали Сиракузы. В числе известных городов — города Сиракузы (остров Сицилия), на востоке — Кротон и Сибарис (от название этого города происходит слово «сибарит» — человек, любящий роскошь и удовольствия), на западе — Кумы, позже соседний Неаполь, главные центры греческого культурного влияния на Рим (расположенные рядом с ними города были погребены пеплом Везувия).
Согласно античным источникам, Сиракузы, родной город Архимеда, основали выходцы из Коринфа во главе с Архием, принадлежавшим к правящему, некогда царскому роду Бакхиадов, производившему себя от Геракла. Согласно легенде, Архий при помощи друзей пытался вооружённой рукой похитить прекрасного мальчика Актеона, сына Мелисса, но в ходе схватки с отцом мальчика и друзьями последнего мальчик был смертельно ранен. Мелисс, не добившись наказания Архия от коринфян, покончил с собой, прокляв горожан, после чего последовали засуха и голод. Дельфийский оракул повелел коринфянам изгнать виновников скверны. Именно после этого Архий отплыл на запад и, изгнав сикулов с острова Ортигия, основал там поселение, которое назвал Сиракузы.
Также, согласно античным источникам, Архий оказал содействие ахейцу Мискеллу в основании Кротона, в котором жил Пифагор и известный атлет Милон Кротонский (Пифагор разработал для него специальную вегетарианскую диету), который и победил богатый Сибарис, основной город-соперник Кротона. С именами Архия и Мискелла связан рассказ Плутарха, в котором он говорил о визите Архия и Мискелла в Дельфы, чтобы спросить Пифию о том, где основать колонию. Когда оракул спросил, выбирают ли они богатство или здоровье, Архий избрал богатство, а Мискелл — здоровье. Мискелл усомнился в воле бога, когда увидел соседний Сибарис и повторно спрашивал бога, отдавая предпочтение Сибарису, и после второго ответа основал Кротон при содействии Архия. И по словам Плутарха, «действительно, случилось так, что кротонцы поселились в весьма здоровом городе… а Сиракузы достигли такого благосостояния, что имя жителей города вошло в поговорку о людях весьма состоятельных, гласящую: „Им не хватит и десятой доли достояния сиракузян“».
Позже Архий был «изменнически» убит своим возлюбленным Телефом, который вместе с ним отплыл на Сицилию на корабле.
Районом греческой колонизации было и побережье Неаполитанского залива. Известный город Помпеи, который вместе с городами Геркуланум и Стабии был разрушен извержением вулкана Везувий в 79 году, был пригородом Неаполя, влиятельного греческого города, бывшего центра греческой культуры в Римской империи. В результате археологических раскопок было обнаружено множество артефактов, свидетельствующих о распространении гомосексуальной проституции в этом курортном городе, в котором было сильное влияние греческой культуры.
Северное Причерноморье
Сохранились и свидетельства об однополых отношениях в колониях Северного Причерноморья:
- В городе Фанагория (на берегу Керченского пролива, на Таманском полуострове) рассказывали о Булагоре, бросившемся со скалы от несчастной любви к флейтисту Диодору[113].
- Оратор Дион Хрисостом, побывавший в Ольвии (на берегу Днепро-Бугского лимана к югу от современного Николаева), указывает на распространённость там любви к юношам, связывая её с культом Ахилла[114].

## История

### Архаический период (VIII—VI века до н. э.)

#### Дорийские полисы
Архаический характер, восходящий к эпохе первобытнообщинного строя, носят институты, сложившиеся у дорических племён и зафиксированные источниками наиболее подробно применительно к Криту и Спарте.
Древними критскими законами было установлено «сожительство мужчин с мужчинами». Причиной этого, по мнению Аристотеля, была необходимость контроля над рождаемостью. На Крите существовал следующий обычай, описанный историком Эфором. Влюблённый («филетор»), предупредив о своих намерениях, встречает юношу на дороге и пытается увести его. Друзья юноши символически удерживают его, если считают влюблённого недостойным, то не отдают ему юношу. В противном случае похититель и его возлюбленный («клейнос») два месяца проводят вместе, охотясь, а затем устраивают угощение. Эта церемония знаменует переход в иной возрастной класс. В надписи с Крита, относящейся примерно к 700 году до н. э., зафиксировано личное имя Педофил. Был известен рассказ о любви Евксинфета к Левкокому и трудных заданиях, выполненных им.
Близкий к критскому обычай существовал в Коринфе. Архий из рода Гераклидов попытался похитить подростка Актеона, но родственники не отдали его, и во время схватки мальчик был смертельно ранен. Отец Актеона требовал мести, но безуспешно, и покончил с собой, перед смертью прокляв коринфян и призвав в свидетели богов. Когда на город обрушился неурожай, обратились к оракулу, который потребовал изгнания виновников. Архий отправился на Сицилию и основал там колонию Коринфа Сиракузы (735 год до н. э.). Позднее Архий был убит своим возлюбленным Телефом.
Филолай из Коринфа вступил в любовную связь с олимпийским победителем Диоклом. Они переселились в Фивы, и Филолай стал фиванским законодателем (конец VIII века до н. э.).
В Спарте устойчивым был обычай, что у лучших юношей должны были быть любовники, и «даже достойные и благородные женщины любили молодых девушек». За проступки юношей наказывали их любовников. С другой стороны, плохая репутация любовника могла бросить тень и на юношу. Однако античные авторы утверждают, что телесная связь считалась позорной. Эти утверждения вызывают длительные споры современных исследователей.

#### Другие регионы
В Халкиде рассказывали, что любовь к юношам перестала осуждаться после подвига фарсалийца Клеомаха, которому перед битвой придал силы поцелуй возлюбленного. В результате возникла народная песня. Похожий случай передавали о союзнике халкидян по имени Антон, влюблённом в Филиста.
Греческие атлеты состязались обнажёнными начиная с XV Олимпиады (720 год до н. э.), а занимались обнажёнными на Крите и в Спарте ещё раньше. Обычай обнажаться в гимнасиях считали важной причиной распространённости любви к юношам.
Первые упоминания о любви к юношам в Аттике относятся ко времени Солона (рубеж VII—VI веков до н. э.). Солон, который неоднократно был, по его словам «бёдр красотою прельщён, сладкою нежностью уст», издал закон, воспрещающий рабам натираться маслом и любить мальчиков, допуская это лишь как занятия свободных. Солон был влюблён в Писистрата, ставшего тираном. В свою очередь, Писистрат был влюблён в юношу Харма и воздвиг статую Эрота в Академии — на том месте, где начинался бег с факелами на празднике в честь Прометея. Жертвенник Эроту посвятил сам Харм.
В 514 году до н. э. в Афинах произошли знаменитые события, связанные с тираноубийством. Афинянин Аристогитон был влюблён в юношу Гармодия. Брат тирана Гиппия Гиппарх также влюбился в Гармодия, но не смог его соблазнить. Тогда Гиппарх оскорбил сестру Гармодия. Гармодий обратился за помощью к Аристогитону, а тот привлёк своих друзей. На празднике Панафиней двое влюблённых убили Гиппарха. Гармодий был убит на месте, а Аристогитон был схвачен и погиб. После падения тирании в Афинах был установлен культ в честь Гармодия и Аристогитона, им были воздвигнуты статуи, крайне популярны были застольные песни в их честь.
Известен рассказ о любви Харитона из Акраганта к Меланиппу (VI век до н. э.). Меланипп, проиграв дело в суде из-за вмешательства тирана Фаларида, обратился за помощью к любовнику. Харитон неудачно пытался убить тирана и был схвачен. Меланипп рассказал тирану о причинах поступка Харитона, и Фаларид наказал их изгнанием.
Как рассказывает Аристотель, в Сиракузах жили два друга, когда один из них отлучился, другой соблазнил юношу, которого тот любил, в ответ первый соблазнил жену второго. Последовала всеобщая смута, повлёкшая смену государственного устройства.

### Классический период (V—IV века до н. э.)
У античных авторов сохранились сведения о множестве любовных историй, которые, разумеется, не были чем-то уникальным, но запомнились благодаря известности своих героев.

#### Спарта
- Царь Спарты Павсаний послал на смерть своего возлюбленного, некоего уроженца Аргила, но тот обвинил его перед эфорами в заговоре[142].
- Спартанский царь Агесилай II в юности был возлюбленным Лисандра, который помог ему получить царскую власть[143]. В свою очередь, Агесилай был влюблён в Мегабата, сына Спифридата[144]; сына Фарнабаза[145]; упоминается ещё один возлюбленный, не названный по имени[146]. Агесилай любил заводить разговоры о прекрасных мальчиках с другим царём Агесиполидом II[147].
- Архидам III, сын Агесилая, был влюблён в Клеонима, сына Сфодрия, и помог освободить Сфодрия от судебного преследования[148].
- Упоминают подвиг спартанца Анаксибия, павшего в бою вместе с возлюбленным[149], и легкомыслие спартанца Алкета, пренебрёгшего службой из-за ухаживаний за возлюбленным[150].

#### Беотия, Фивы
Фиванский полководец Горгид воссоздал «Священный отряд», в который входили триста отборных воинов. Утверждают, что отряд был составлен из любовников и возлюбленных.
Среди возлюбленных фиванского полководца Эпаминонда известны Микит, Асопих и погибший при Мантинее Кафисодор.

#### Афины
Лучше всего в источниках представлена жизнь афинян. Как говорил Сократ: «У нас принято думать, что из красоты и знаний можно делать равно и благородное и гнусное употребление. Так, красоту, если кто продаёт за деньги кому угодно, того обзывают распутником; а если кто знает, что его любит человек благородный, хороший и делает этого человека своим другом, то мы считаем его нравственным». Как пример общего места в риторике Аристотель приводит рассуждение, что: «влюблённые полезны для государства на том основании, что любовь Гармодия и Аристогитона ниспровергла тирана Гиппарха».
- Афинские политики Фемистокл и Аристид в молодости соперничали из-за любви к Стесилаю с Кеоса[155].
- Необычайной красотой в молодости отличался Алкивиад, и «целая толпа» афинян была влюблена в него[156]. Плутарх рассказывает, что подростком Алкивиад сбежал к любовнику; его опекун Перикл отказался давать публичное объявление о розыске пропавшего, боясь его опозорить на всю жизнь. Впоследствии на щите Алкивиада было изображение Эрота с молнией в руке[157].
- Необычайной красотой был известен Хармид, которому посвящён одноимённый диалог Платона.
- Источники называют такие пары, как: Ктесипп и Клиний[158]; Критобул и Клиний[159]; Клиний и Хармид, сын Главкона[160]; Каллий и Автолик[161]; Гиппотал и Лисид[162]; Павсаний и Агафон[163]; Феотим и Алкивиад, сын Алкивиада[164]; Пифей и Тисид[165]; Гиппотроф и Парал, сын Перикла[166] и другие.
- В разврате обвиняли некоего Архестрата, который «вёл себя как низкопробная шлюха» (его сожителем, в частности, был Ксантипп, сын Перикла)[167]; Харикла, который «продавался за небольшую сумму всякому желающему»[168].
- Про Демосфена утверждали, что его возлюбленными были Аристион, сын Аристобула[169] и Аристарх, сын Мосха, с которым он якобы бесчестно обошёлся[170].
- Большую известность в Афинах имело дело Тимарха (процесс состоялся в 345 году до н. э.). Обвинительную речь произнёс известный оратор Эсхин, Тимарха защищал Демосфен. Тимарх был известным политиком, членом Совета, предложившим более сотни постановлений, сторонником антимакедонской партии. Эсхин доказывает, что Тимарх последовательно сожительствовал со своими любовниками Мисголом, Антиклом, Питталаком, Гегесандром, находился у них на содержании и такой образ жизни подпадает под законодательное понятие «занятия проституцией», что лишает его права на политическую деятельность[171]. По словам Эсхина, «бескорыстно делить с кем-нибудь его любовь — это прекрасно, а соглашаться за плату заниматься проституцией — это позор»[172]. Тимарх был признан виновным и повесился[173].
- III речь оратора Лисия посвящена спору клиента Лисия и некоего Симона, которые оба влюбились в мальчика Феодота. Мальчик, как выясняется из речи, жил с произносящим речь по контракту, получив за это 300 драхм, то есть более 100 тогдашних «минимальных зарплат» (для мальчика-гражданина это повело бы к лишению гражданской чести, подобно случаю с Тимархом; но мальчик был родом из Платей, а потому данный факт воспринимался нормально). Симон пытался отнять его, что привело к драке, по результатам которой Симон обвинил клиента Лисия в покушении на его убийство. По версии клиента Лисия, Симон пытался отнять мальчика силой, безо всяких оснований; по версии же самого Симона, он якобы ранее законно условился с мальчиком и заплатил ему.
- Чисто гражданскому спору посвящена III речь Гиперида. Молодой афинянин Эпикрат влюбился в мальчика — сына Мидаса, раба метека Афиногена, и решил выкупить его[174]. Спор касается обязательств отца.

#### Другие регионы Древней Греции
- Платон в диалоге «Парменид» изображает Зенона в качестве возлюбленного Парменида[175].
- Эмпедокл посвятил свою философскую поэму возлюбленному Павсанию[176].
- Евдокс Книдский был возлюбленным врача Феомедонта[177].
  - Малодостоверны упоминания, что Эмпедокл был возлюбленным Парменида[178]; Сократ — наложником философа Архелая[179]; а евнух Гермий, тиран Атарнея — возлюбленным Аристотеля[180].
- В Гераклее Италийской любовь Антилеона к юноше Гиппарину и соперничество в любви с тираном города стало причиной убийства тирана и последовавшего падения тирании[181].
- Тиран Сиракуз Гиерон I был влюблён в красавца Даилоха[182]. Другой тиран Сиракуз, Дионисий Старший, приказал казнить своего возлюбленного, опасаясь за свою жизнь[183].
- Ферский тиран Александр сделал своим возлюбленным младшего брата своей жены Фивы, а позже казнил его[184]. В отместку Фива организовала убийство мужа с помощью своих братьев[185].
- Причиной заговора против Периандра, тирана Амбракии, стал его издевательский вопрос своему возлюбленному во время пирушки: не забеременел ли тот уже от него[186].
- В городе Фанагория рассказывали о Булагоре, бросившемся со скалы от несчастной любви к флейтисту Диодору[113].

#### Греки в Персидской империи
- Во время знаменитого похода «десяти тысяч» многих воинов сопровождали красивые мальчики[187].
- Возлюбленным перса, сына Фарнабаза, был сын афинянина Евалка[188].

#### Македония
В заговоре против царя Македонии Архелая участвовало два его бывших возлюбленных: Кратей и Гелленократ. Царь Македонии Аминта II был убит Дердой II (в 390 году до н. э.) за то, что хвастался своей любовной связью с ним.
Историк Феопомп поносил воинов царя Филиппа такими словами: «Мужеубийцами были они по натуре, мужеблудниками стали по образу жизни. Они назывались сообщниками, а были соложниками». Впрочем, Полибий встаёт на защиту соратников Филиппа, утверждая, что «они собственными трудами и подвигами создали из ничтожного царства славнейшую и обширнейшую македонскую державу». Александр, будущий царь Эпира, был возлюбленным царя Филиппа. Молодой воин Павсаний поссорился со своим тёзкой, любовником полководца Аттала, попрекнув его этой связью. Оскорблённый вскоре погиб в сражении, завещав Атталу отомстить; Аттал пригласил Павсания на пир, и напоив, изнасиловал вместе со всеми присутствующими. Павсаний требовал справедливости от Филиппа, но безуспешно, и тогда убил самого Филиппа.
Среди участников похода Александра Македонского, участвовавших в заговорах против царя, ключевую роль играли пары любовников: в одном из заговоров — Димн и Никомах, в другом — Сострат и Гермолай.
Ближайшим другом Александра Македонского и (согласно некоторым авторам) его возлюбленным был Гефестион. Во время посещения Трои «Александр украсил венком могилу Ахилла, Гефестион также украсил Патроклову могилу, желая дать понять, что любим Александром, подобно тому, как Патрокл был любим Ахиллом».
Возлюбленным Александра после победы над персами стал евнух Багой.

### Эллинистический период (III—I века до н. э.)
Деметрий Полиоркет был известен многочисленными любовными связями с юношами. Афинский красавец Дамокл, которого Деметрий пытался изнасиловать, покончил с собой.
Есть упоминания о Галете, возлюбленном Птолемея Лага; кифареде Аристокле, возлюбленном царя Антигона, и других. У Антиоха IV Эпифана был возлюбленный Фемисон.
К торговавшим своим телом относились с осуждением, но могли признавать их личные достоинства. Например, позитивно отзывались о тиране Сиракуз Агафокле. Афинский политик Демохар, по малодостоверному утверждению комика Архедика, «чинил блуд верхними частями тела».
Царь Спарты Клеомен III, оказавшись в изгнании в Александрии в безвыходном положении, попросил своего возлюбленного Панфея убить его и затем покончить с собой. В юности Клеомен был возлюбленным спартанца Ксенара. При этом Клеомен относился с презрением к царю Птолемею IV, имевшему многих возлюбленных, не отличавшихся лаконской храбростью. Один из них, Агафокл, был фактическим правителем Египта.

### Римский период (I—III века н. э.)
Оратор Дион Хрисостом, побывавший в Ольвии, указывает на распространённость там любви к юношам, связывая её с культом Ахилла.
Очень известна (хотя мало отражена в античных источниках) история любви императора Адриана к вифинскому юноше Антиною. Говорили, что Антиной принёс себя в жертву для продления жизни императора. Антиноя причислили к богам, из созвездия Орла была выделена группа звёзд и названа созвездием Антиноя.

### Ранневизантийский период (IV—VI века)
Ещё в IV веке широкая распространённость любви между мужчинами подтверждена многочисленными источниками. Наслаждаться юными рабами было в порядке вещей.
По словам антиохийского оратора Либания «в настоящее время сильно господствует недуг педерастии», чему в его речах есть много подтверждений. Либаний считает недопустимым защиту закона для лиц, занимающихся проституцией. По его мнению: «человек, по доброй воле преображавшийся в женщину, лишён прав, и образом жизни его у него отнята возможность злословить другого». Впрочем, влюблённых он осуждал меньше, характеризуя одного из них: «услаждался атлетами, в других отношениях был безупречным».
Изменение в отношении к гомосексуальности связано с распространением христианства. Уже при Константине I начались преследования «женоподобных». По приказу императора было разрушено святилище Афродиты (Астарты) в Афаке (Ливан).
В поучении монахам Василий Кесарийский указывает на недопустимость для молодого монаха выглядеть здоровым и привлекательным, что могло бы стать поводом к гомосексуальной связи.
Император Юстиниан I «запретил законом мужеложество, подвергая дознанию случаи, имевшие место не после издания закона, но касающиеся тех лиц, которые были замечены в этом пороке задолго до него». Юстиниан учредил должность квезитора, повелев исполняющему её «постоянно наказывать тех, кто занимается мужеложеством и имеет сношения с женщинами запретным образом, а также тех, кто не исповедует православия». Тем самым преследования еретиков и содомитов были сближены по предполагавшейся общественной опасности. Среди обвинённых были патриарх Константинополя Македоний, патриарх Александрии Павел, епископы Исайя и Александр.

## Древнегреческая литература
В канон девяти величайших лириков древней Эллады вошли Алкман, Стесихор, Алкей, Сапфо, Ивик, Симонид, Анакреонт, Пиндар и Вакхилид. Все они воспевали красоту юношей, а иногда и девушек. Если судить по количеству поэтических эпитафий, наибольшей популярностью пользовались Сапфо и Анакреонт.

### Гомеровский период
Ещё в древности было замечено, что: «Часто упоминая о Патрокле и Ахилле, Гомер умалчивает, однако, об их любви и не называет своим именем их дружбу, считая, что исключительный характер их взаимной привязанности совершенно очевиден для всякого образованного слушателя». Действительно, прямых упоминаний об отношениях, подобных описанным выше, у Гомера нет. Но в «Илиаде» описаны уже взрослые, а не юные герои. В любом случае противопоставление пары Гектор-Андромаха в лагере троянцев и пары Ахилл-Патрокл в лагере эллинов весьма выразительно.

### Архаический период (VIII—VI века до н. э.)
Поэт Терпандр, по легенде, нашедший лиру Орфея, говорит о Спарте: «Юность здесь пышно цветёт». По словам Тиртея: «Жив если юноша, дорог мужам он и сладостен жёнам, / Сгибнет он в первых рядах — смерть красоты не возьмёт!». Алкман воспевает Эрос: «Эрос это бешеный дурачится, как мальчик». Стесихор создал жанр пастушеских песен, позже развитый Феокритом и Вергилием.
Цицерон восклицал: «Алкей, отважный муж в своём отечестве, так много писал о любви к мальчикам!». Впрочем, эти стихи практически не сохранились (их сожгли в Византии в XI веке).
Немного сохранилось любовных стихов Сапфо, обращённых к её подругам Аттиде, Гонгиле, Анактории, но они продолжают вызывать наслаждение читателей.
Девы поступь милая, блеском взоров 
Озарённый лик мне дороже всяких
Колесниц лидийских и конеборцев,
В бронях блестящих.
Платон назвал её «десятой музой». Плутарх писал: «из уст Сапфо исходят речи, поистине смешанные с огнём, и она в песнях воспроизводит жар своего сердца». В работах современных исследователей раскрывается эротическая семантика образов её стихотворений.
Любовная связь между юной возлюбленной и старшей женщиной в фиасе Сапфо представляла собой аналог любовным отношениям между юным возлюбленным и мужчиной в инициационной или симпосийной обстановке. Ритуальный, религиозный момент у Сапфо превалирует над инициационным. Поэтический гений Сапфо обслуживал сладострастие растлительницы несовершеннолетних, снабжавшей юными рабынями лидийских владык, за что отправленной согражданами в изгнание.
Дионис и Эрос (то есть вино и любовь) — постоянные темы поэзии Анакреонта. В своих стихах, вызывавших многочисленные подражания от древности до нового времени, он воспевал красоту Бафилла, Мегистея, Смердиса, Клеобула, Левкаспида, Пифомандра и многих других юношей, чьи имена не сохранило время в лице переписчиков-христиан. «Ввысь на Олимп // Я возношусь // На быстролётных крыльях. // Нужен Эрот: // Мне на любовь // Юность ответить не хочет».
Из любовной поэзии Ивика сохранилось лишь несколько фрагментов. Вот начало одного из них: «Эрос влажномерцающим взглядом очей своих чёрных глядит из-под век на меня».
Менее популярен в древности был поэт Феогнид из Мегар, однако до нас дошёл сборник его любовных стихов объёмом 166 строк, обращённых к юноше Кирну. По его словам: «Счастлив, кто страстью горя, из гимнасия возвращался // К дому; кто ложе и днём с юношей милым делил».
Предфилософские теологии VI века до н. э. (орфическая, Ферекида, Акусилая) обязательно упоминают о происхождении Эрота.

### Классический период (V—IV века до н. э.)
Весьма эмоциональны строки, посвящённые поэтом Симонидом Кеосским своему возлюбленному.
Поэт Пиндар прославился песнями в честь победителей атлетических состязаний (включая Олимпийские). В них он неоднократно прославляет красоту победителей, упоминает мифы о Пелопсе, Ганимеде, Кинире, Ахилле и Патрокле.
В старости он так обращался к своему юному возлюбленному: «Но лучащийся блеск из глаз Феоксена — // Кто, увидев его, не вспенится страстью, // Сердце у того // Чёрное … Но я, по воле богини, // Таю, // Как тает под вгрызающимся пламенем // Воск священных пчёл, // Едва я увижу // Юную свежесть отроческих тел…».
Менее ярки стихи Вакхилида: «Тысяча есть в людях умений: … Иной на мальчиков // Направляет пёструю свою стрелу».
Гомоэротические сюжеты на афинской сцене были представлены заметно, но не слишком широко:
- Эсхил был автором драматической трилогии об Ахилле (дошли лишь небольшие фрагменты). Он изобразил Ахилла, влюблённого в Патрокла[250] и восклицающего, оплакивая погибшего: «О, бёдер друга близость благодатная!»[251].
- Софокл в сатировых драмах «Геракл» и «Поклонники Ахилла» изображает любовные приставания сатиров к Гераклу и Ахиллу[252]. Он был автором трагедии «Фамирид», причём сам исполнил главную роль[253]. В трагедии «Ниоба» один из ниобидов, поражаемый стрелами Аполлона, призывает на помощь своего любовника[254]. В жизни Софокл также был небезразличен к красоте юношей[255].
- Ганимеда неоднократно упоминают в трагедиях[256] и комедиях (Алкея, Эвбула и других[257]). По словам Софокла, он «красою бёдр власть Зевса разжигает»[258].

В сатировой драме «Киклоп» Киклоп насилует Силена (за сценой, разумеется).
- Еврипид был влюблён в поэта Агатона и написал в его честь трагедию «Хрисипп»[260], где изобразил похищение Лаем Хрисиппа.

- Драматург Агафон был автором первой в греческой драматургии трагедии на полностью вымышленный сюжет под названием «Цветок»[261], с которой одержал победу на драматическом состязании в 416 году до н. э. По случаю этой победы состоялся пир, описанный Платоном в известном диалоге. Она не сохранилась, но её гомоэротическое содержание не вызывает сомнений, учитывая семантику «цветка» в любовной поэзии. Развернутую пародию на Агафона содержит комедия Аристофана «Женщины на празднестве Фесмофорий».
- Комедии Аристофана полны обвинений различных граждан и даже всей публики в гомосексуальном разврате, для чего используется уничижительный эпитет «широкозадый» (в русских переводах часто «толстозадый»). Уже в первых комедиях Аристофана «Пирующие» (427 год до н. э.) и «Ахарняне» упоминается «толстозадый говорун Алкивиад»[262]. Из «широкозадых» по именам названы также Клисфен[263], Гратт[264], Стратон[265], Арифрад[266], Клеоним[267], Эпигон[268] и другие. Ко всем этим персонажам Аристофан относится с осуждением, так как они, по его мнению, были «поджигателями войны»[269]. В комедии «Облака» (423 год до н. э.) в споре Правды с Кривдой Кривда уверяет, что быть «широкозадым» вовсе не позорно, апеллируя к примеру большинства — то есть указывая на зрителей, с чем Правда вынуждена согласиться: «„Клянусь богами, поняла всё. // Из толстозадых большинство … О развратники! … Я к вам перебегаю“. (Убегает в дом Сократа)»[270]. На состязаниях комедия заняла третье, то есть последнее место. Комедия «Птицы» (414 год до н. э.) содержит пародию на учение о любви, возвышающей до неба (известное из «Федра» Платона). В этой комедии, в частности, герой описывает как идеальный город, в котором «отец смазливенького мальчика» бранит друга за то, что тот не приставал к его сыну: «Прекрасно, нечего сказать, с сынком моим // Ты поступил! Помывшись, из гимнасия // Он шёл. Его ты видел. Ты не стал его // Ни целовать, ни лапать, ни тащить к себе. // И другом быть мне хочешь после этого!». Эта мечта, впрочем, вызывает неодобрительную реплику второго героя («Несчастный человек, желаешь гадостей!»).

Специально любителям мальчиков была посвящена дошедшая лишь во фрагментах комедия Тимокла «Орестоавтолкид», пародирующая популярный в драматургии сюжет об Оресте, денно и нощно преследуемом эринниями. В роли Ореста выступал любитель мальчиков Автолкид, а в роли эринний — толпа гетер.

### Эллинистический период (III—I века до н. э.) (поэзия)
Миф о любви Геракла к Гиласу подробно рассказан в «Аргонавтике» Аполлония Родосского и в XIII идиллии Феокрита.
Поэт Фанокл написал сборник элегий «Любовные страсти, или Прекрасные», систематизировав мифологические сюжеты о любви к юношам.
V идиллия Феокрита описывает состязание между певцами Коматом (говорящим о любви к Клеаристе) и Лаконом (признающимся в любви к Кратиду). Сложные намёки автора с трудом поддаются расшифровке. VII и другие идиллии Феокрита содержат многочисленные упоминания о гомоэротических связях. XXIX и XXX идиллии Феокрита (а также не принадлежащая ему XXIII идиллия), раскрывают тему любви мужчины к «жестокому юноше», то есть не склонному отвечать взаимностью.
Крупнейший представитель новой комедии Менандр намеренно исключил из сюжетов своих комедий тему любви к мальчикам.
В целом для данного периода противопоставление любви к женщинам и к юношам нехарактерно.
В III веке до н. э. в литературе появился жанр «подражаний разговорам кинедов», в котором писали Сотад и Александр Этолийский. Известен рассказ о кулачном бойце Клитомахе, влюбившемся в некоего кинеда.
III—II века до н. э. — период расцвета жанра любовной эпиграммы. Сохранилось около 200 гомоэротических стихотворений этого периода (большая их часть — в составе XII книги «Палатинской антологии»). Наиболее известные авторы: Каллимах из Кирены, Асклепиад Самосский, Посидипп, Стратон из Сард и Мелеагр Гадарский.
Стихи Каллимаха отличались литературной насыщенностью. «Так и любовь моя: рада гоняться она за бегущим, // Что же доступно, того вовсе не хочет она».
Многочисленны развивающие давно известную тему обращения к Эросу и Дионису.
Ссылки на мифологические прецеденты (любовь Зевса к Ганимеду) встречаются довольно редко.
Большая часть стихотворений содержит признание лирического героя, обращённое к названному по имени персонажу. Как восклицает Посидипп: «Что мне изнеженно томный девический пыл? Да зажжётся // Неугасимый огонь подлинной страсти мужской!».
Лишь иногда автор со стороны восхищается парой влюблённых, например, Мелеагр Алексидом и Клеобулом, или Асклепиад в таких строках: «Только с прекрасным Эрот прекрасное соединяет: // … Прекрасная пара // Вы, Евбиот и Клеандр! Страсти и веры цветы!».
Неумолимое взросление юноши и утверждение, что для любви осталось немного времени — одна из доминирующих тем любовных эпиграмм, например, в стихотворении Стратона (см. левее). В стихах Мелеагра фигурируют десятки юношеских имён, к каждому из которых автор обращается с равной страстью, доходящей до малореалистических фантазий: «Ты, Диодора, объятья прими, Калликрат на колени // Сядет к тебе, Доротей сладко пускай запоёт, // Меткий твой „лук“ пусть возьмёт в свои руки пламенный Дион, // А Улиад же с него кожу по-скифски сдерёт».
В стихах встречается мотив Немесиды (возмездия судьбы), смысл которого в том, что юноше, отказавшему в своей любви влюблённому в него, грозит в будущем участь быть отвергнутым его собственным возлюбленным.
Частая тема — герой разрывается от любви к двум или даже нескольким юношам.
О любви между женщинами упоминает ряд эпиграмм Асклепиада.
Некоторые стихотворения представляют собой эпитафии юношей или их любителей.

### Римский период (I—III века н. э.)
Число любовных эпиграмм, сохранившихся от данного периода, невелико, они варьируют уже разработанные темы. Сохранилась подлинная эпитафия из Херсонеса Таврического (I век н. э.), оплакивающая некоего Ксанфа: «искусного в Музах, безукоризненного для всех граждан, безупречного среди неженатых, звезду красоты…».
Получил распространение жанр вымышленных любовных писем. Автор одного из таких сборников Филострат так обращается к юноше: «красота, единожды влившись потоком в глаза, не покидает своего пристанища. Так и мои — приняли тебя, и повсюду я ношу тебя с собой в тенетах моих глаз».
В сборнике «Картины» Филострат даёт описание произведений живописи на мифологические сюжеты. В частности, на картинах изображены эроты, Нарцисс, Гиацинт, Пелопс, Антилох, Абдер.
В любовных романах героиня обычно отличается такой необыкновенной красотой, что в неё влюбляются все мужчины. Поэтому естественным будет изложение, при котором друг и помощник главного героя предпочитает юношей, чтобы не быть ему соперником. Такой мотив встречается в романе Ахилла Татия «Левкиппа и Клитофонт» (рассказы о любви Клиния к Хариклу и Менелая к некоему отроку) и в «Повести о Габрокоме и Антии» Ксенофонта Эфесского (новелла о любви Гиппотоя к Гиперанту, а затем упоминания о его любви к Клисфену). Впрочем, в романе Лонга «Дафнис и Хлоя» выведен отрицательный персонаж Гнатон, влюбляющийся в главного героя Дафниса, а у Ксенофонта Эфесского — предводитель пиратов Коримб, влюбляющийся в Габрокома.
Герои Ахилла Татия обсуждают сравнительные качества мужских и женских поцелуев. Один из них (Менелай) утверждает:
Поцелуи отрока, в отличие от женщины, бесхитростны, не сыщешь в его губах тех праздных обманчивых ухищрений, которым научены женщины, нет ничего искусственного в поцелуях мальчика, - он целует как дитя. Если бы сгустился нектар, то ты пил бы его с уст возлюбленного. И такие поцелуи не насыщали бы тебя, но вызывали ещё большую жажду, и, наконец, ты бы оторвался от источника наслаждения, чтобы не ощутить избыток его.
Подробное обсуждение сравнительных достоинств любви к женщинам и к юношам содержится в сочинениях Плутарха «Об Эроте» и Лукиана «Две любви».
Одной из любимых идей Плутарха была мысль, что женщины не менее достойны любви, чем юноши, так как также бывают отмечены различными добродетелями. Он даже написал трактат «О доблести женской». Как говорит один из персонажей Плутарха: «То же относится к прекрасным и священным воспоминаниям, возвращающим нас к божественной и истинной олимпийской красоте и окрыляющим душу — что препятствует им происходить от девушек и женщин, равно как от мальчиков и юношей, если сквозь свежесть и привлекательность внешнего образа просвечивает чистая и благородная душа». Впрочем, недаром речь в защиту любви к юношам произносит персонаж по имени Протоген («Прародитель»), который заявляет:

«…у истинного Эрота нет ничего общего с гинекеем, и я утверждаю, что отношение к женщинам или девушкам тех, кто к ним пристрастился, так же далеко от Эрота, то есть любви, как отношение мух к молоку или пчёл к сотам или поваров к откармливаемым ими в темноте телятам и птицам, к которым они не испытывают никаких дружественных чувств»
— Плутарх. «Об Эроте»
Любовь, по Плутарху, внушает мужество, вдохновляет на подвиги и творческие свершения. Аргументация сопровождается многочисленными цитатами из поэтов и ссылками на примеры из мифологии и истории. В самом трактате спор остаётся теоретически неразрешённым, но практически завершается женитьбой персонажа Вакхона.
Сочинения Лукиана содержат несколько десятков упоминаний разного свойства об однополой любви. В большей части произведений он в рамках литературной традиции относится положительно к любви к юношам. В других же осуждает разврат разных лиц; насилия со стороны тиранов.
В пятом из «Диалогов гетер» описывается транссексуал Мегилл (бывшая девушка Мегилла), соблазняющая гетер Демонассу и Леэну.
В вымышленном описании Луны Лукиан замечает: «Браки здесь происходят между мужчинами, и слово „женщина“ им совершенно незнакомо. До двадцати пяти лет Селенит выходит замуж, после этого он женится сам».
В диалоге «Две любви» условные персонажи Харикл и Калликратид произносят речи в защиту соответственно любви к женщинам и мужчинам. Как заявляет Калликратид: «Пусть же никто не требует, чтобы любовь мужчины к мужчине восходила в стародавние времена: тогда необходимо было общение с женщиной, чтобы без посева не погиб окончательно наш род. А всему многообразию знаний и этой жажде возвышенной любви к прекрасному было суждено выйти на свет лишь в нынешний век, не оставляющий без исследования ничего, чтобы вместе с божественною философией расцвело юношелюбие». Автор от своего имени делает вывод, что «жениться должен всякий, а юношелюбие оставим одним лишь мудрецам». Впрочем, собеседник автора Феомнест замечает, что не в силах ограничиться лишь созерцанием возлюбленного, но желает насладиться его телом.

### Ранневизантийский период (IV—VI века)
Продолжали сочиняться гимны Эроту. Любовные эпиграммы этого периода посвящены почти исключительно женщинам. Поэт Агафий восклицает: «…Можно ль любовью назвать услаждение юношей? Гнусность!…».
В огромной поэме Нонна из Панополя «Деяния Диониса» содержится подробный рассказ о страстной и трагической любви Диониса к Ампелу (X—XI песни): «если любовным томимый // Пылом, слабел он во внезапном полном изнеможенье, // Сладостней сладкого мёда казался возлюбленный Вакху…» и менее подробные рассказы о любви Каламоса к Карпосу и Диониса к Гименею (XXIX песнь).

## Искусство
Возлюбленным скульптора Фидия был юноша Пантарк из Элеи. Фидий написал его имя на пальце статуи Зевса Олимпийского. Другим возлюбленным Фидия был скульптор Агоракрит.
Живописец Омфалион был возлюбленным своего учителя Никия.
Знаменита была скульптура Орла, уносящего Ганимеда, работы Леохара, а особенно — скульптуры Эрота работы Праксителя. Эрот из Пария был известен тем, что в него влюбился родосец Алкет и оставил на нём след любви. О любви к статуе мальчика рассказывали и в Дельфах. Поэт Антипатр Сидонский сравнивал скульптуры Афродиты и Эрота работы Праксителя:
Видя на Книде скалистом вот эту Киприду, ты скажешь: 
«Камень способна зажечь, хоть и из камня сама».
В Феспиях, видя Эрота, невольно промолвишь: «Не камень,
Но и холодную сталь этот способен зажечь».

### На русском языке
- Кон, Игорь Семёнович. Греческая любовь // Лики и маски однополой любви: Лунный свет на заре. — 2-е изд., перераб. и доп. — М. : ACT, 2003. — С. 140—163. — 576 с. — ISBN 5-17-015194-2.
- Йегер, Вернер. Пайдейя. Воспитание античного грека. Том 1 = Paideia. Die Formung des griechischen Menschen / Пер. с нем. А. И. Любжина. — М.: «Греко-латинский кабинет» Ю. А. Шичалина, 2001. — 593 с. — 2000 экз. — ISBN 5-87245-079-6.
- Лихт, Ганс[нем.] (Бранд, Пауль). Мужской гомосексуализм // Сексуальная жизнь в Древней Греции = Sexual life in ancient Greece / Пер. с англ. В. В. Федорина. — М.: Крон-Пресс, 1995. — 400 с. — ISBN 5-232-00146-9.
- Марру, Анри-Ирене[англ.]. История воспитания в античности (Греция) = Histoire de l'éducation dans l'Antiquité / Пер. с франц. А. И. Любжина, М. А. Сокольской, А. В. Пахомовой. — М.: «Греко-латинский кабинет» Ю. А. Шичалина, 1998. — 425 с. — ISBN 5-87245-036-2.
- Михайлин, Вадим Юрьевич. Древнегреческая «игривая» культура и европейская порнография новейшего времени // Неприкосновенный запас : журнал. — М.: НЛО, 2003. — № 3 (29). — С. 85—92. — ISSN 1815-7912.
- Павлов, Андрей Альбертович. Греческая paiderastia и античный полис: миф, реальность, философия // Адам и Ева. Альманах гендерной истории. — М.: Институт всеобщей истории РАН, 2003. — № 5. — С. 45—67. — ISBN 5-94067-098-8 (9).
- Паркер, Холт. Сапфо-учительница = Sappho Schoolmistress // Неприкосновенный запас : журнал. — М.: НЛО, 2011. — № 2. — ISSN 1815-7912.
- Фуко, Мишель. Воля к знанию. История сексуальности. Том I = La volonté de savoir. Histoire de la sexualité. Vol. 1 / Сост, пер с фр, комм и послесл. С. Табачниковой, об. ред. А. Пузырея. — М.: Касталь, 1996. — 448 с. — ISBN 5-85374-006-7.
- Фуко, Мишель. Искусство удовольствий. История сексуальности. Том II = L’usage des plaisirs. Histoire de la sexualité. Vol. 2 / Пер. с фр. В. Каплуна.. — СПб.: Академический проект, 2004. — 432 с. — 2000 экз. — ISBN 5-7331-0304-1.
- Фуко, Мишель. Забота о себе. История сексуальности. Том III = Le souci de soi. Histoire de la sexualité. Vol. 3 / Пер. с фр. Т. Н. Титовой и О. И. Хомы, общ. ред. А. Б. Мокроусова. — Киев; М.: Дух и Литера; Грунт; Рефл-бук, 1998. — 288 с. — (Astrum Sapientiale). — 5000 экз. — ISBN 5-87983-074-8.
- Щербакова, Елизавета Александровна. Что такое античность. Сексуальность. Что древние греки и римляне думали о сексе, браке и любви  / гл. ред. Филипп Дзядко. — Arzamas, издательство Яндекса, 2017.

### На иностранных языках
- Bethe, Erich. Die Dorische Knaben Liebe. Ihre Ethik und ihre Idee (нем.) // Rheinisches Museum für Philologie[нем.]. — 1907. — Bd. 62. — S. 438—475.
- Boehringer, Sandra. Homosexuality, female (англ.) // Oxford Classical Dictionary. — 2017. — May. — doi:10.1093/acrefore/9780199381135.013.8017.
- Brelich, Angelo[итал.]. Paides e parthenoi (итал.). — Roma: Edizioni dell'Ateneo, 1969.
- Bremmer, Jan N.. An Enigmatic Indo-European Rite: Pederasty (англ.) // Arethusa. — 1980. — Vol. 13. — P. 279—298.
- Brooten, Bernardette J.[англ.]. Love Between Women: Early Christian Respones to Female Homoeroticism (англ.). — Chicago: University of Chicago Press, 1996. — 412 p. — (The Chicago Series on Sexuality, History, and Society). — ISBN 0226075923 , ISBN 978-0226075921.
- Buffière, Félix. Éros adolescent : la pédérastie dans la Grèce antique (фр.). — Paris: Les Belles Lettres, 1980. — 704 p. — (Études anciennes). — ISBN 2251325840 , ISBN 978-2251325842.
- Cantarella, Eva[англ.]. Secondo natura. Bisexuality in the Ancient World (англ.) / Translated by Cormac Ó Cuilleanáin. — New Haven: Yale University Press, 1992. — 284 p. — ISBN 0300048440 , ISBN 9780300048445.
- Cartledge, Paul. The Politics of Spartan Pederasty (англ.) // Proceedings of the Cambridge Philological Society, N. S.. — 1981. — Vol. 27. — P. 17—36.
- Cohen, David. Law, Violence and Community in Classical Athens (англ.). — Cambridge: Cambridge University Press, 1995. — 214 p. — (Key Themes in Ancient History). — ISBN 0-521-38837-6 , ISBN 0-521-38167-3.
- Dover, Kenneth James. Greek Homosexuality[англ.] (англ.). — 2ed. — Cambridge: Harvard University Press, 1989. — 246 p. — ISBN 0674362705 , ISBN 978-0674362703.
- Davidson, James. The Greeks And Greek Love: A Radical Reappraisal of Homosexuality In Ancient Greece (англ.). — London: W&N, 2008. — 656 p. — ISBN 0753822261 , ISBN 978-0753822265.
- Flacelière, Robert[англ.]. Love in Ancient Greece (англ.). — New York: Crown Publishers, 1962. — 224 p.
- Garland, Robert. The Greek way of life: from conception to old age (англ.). — Ithaca; London: Cornell University Press; Duckworth, 1990. — 376 p. — ISBN 080142335X , ISBN 9780801423352.
- Goldhill, Simon[англ.]. Foucault's Virginity. Ancient Erotic Fiction and the History of Sexuality (англ.). — Cambridge: Cambridge University Press, 1995. — 212 p. — ISBN 9780521479349.
- Halperin, David M.[англ.]. One Hundred Years of Homosexuality: And Other Essays on Greek Love (англ.). — New York: Routledge, 1990. — 244 p. — (New Ancient World Series). — ISBN 9780415900973 , ISBN 978-0415900973.
- Halperin, David M.. Homosexuality // Oxford Classical Dictionary. — 2015. — Июль. — doi:10.1093/acrefore/9780199381135.013.3142.
- Hubbard, Thomas K.[нем.]. Homosexuality in Greece and Rome: A Sourcebook of Basic Documents (англ.). — Berkeley; Los Angeles: University of California Press, 2003. — 575 p. — ISBN 0520234308 , ISBN 978-0520234307.
- Johns, Catherine[англ.]. Sex or Symbol? Erotic Images of Greece and Rome (англ.). — New York: Routledge, 1999. — 160 p. — ISBN 0415925673 , ISBN 978-0415925679.
- Kennell, Nigel M.. The Gymnasium of Virtue: Education & Culture in Ancient Sparta (англ.). — Chapel Hill: University of North Carolina Press, 1995. — 241 p. — ISBN 0807822191 , ISBN 9780807822197.
- Keuls, Eva C.. The Reign of the Phallus: Sexual Politics in Ancient Athens (англ.). — Oakland: University of California Press, 1993. — 477 p. — ISBN 9780520079298, ISBN 978-0520079298.
- Koch-Harnack, Gundel. Knabenliebe und Tiergeschenke. Ihre Bedeutung im päderastischen Erziehungssystem Athens (нем.). — Berlin: Gebrüder Mann Verlag, 1983. — 287 p. — ISBN 3786113890 , ISBN 978-3786113898.
- Patzer, Harald[нем.]. Die griechische Knabenliebe (нем.). — Wiesbaden: Steiner, 1982. — 131 p.
- Percy, W. A., III[англ.]. Pederasty and Pedagogy in Archaic Greece (англ.). — Urbana; Chicago: University of Illinois Press, 1996. — 260 p. — ISBN 0252022092, ISBN 978-0252022098.
- Richlin, Amy[англ.]. Pornography and Representation in Greece and Rome (англ.). — New York: Oxford University Press, 1992. — 352 p. — ISBN 0195067231, ISBN 9780195067231.
- Sergent, Bernard. Homosexuality in Greek Myth = L’homosexualité dans la mythologie grecque (англ.) / Tr. A. Goldhammer. — Boston: Beacon Press, 1986. — 344 p. — ISBN 0-8070-5700-2 , ISBN 978-0807057001.
- Sergent, Bernard. L'homosexualité initiatique dans l'Europe ancienne (фр.). — Paris: Payot, 1986. — 297 p. — ISBN 2228141305 , ISBN 978-2228141307.
- Winkler, John J.[нем.]. The constraints of desire : the anthropology of sex and gender in ancient Greece (англ.). — New York: Routledge, 1990. — 282 p. — (New Ancient World Series). — ISBN 9780415901239 , ISBN 978-0415901239.